# Псевдодвухходовка
Псевдодвухходовка  — шахматная задача-блок, в которой при ходе чёрных после каждого их хода следует мат белых. Ввиду отсутствия выжидательного хода задача не решается как двухходовка, и белые либо проводят определённый манёвр, чтобы возвратиться в исходную позицию, передавая очерёдность хода чёрным, либо радикально меняют решение. В любом случае белые объявляют мат в большее, чем два, число ходов.

## Примеры
|   | a | b | c | d | e | f | g | h |   |
| - | --- | --- | --- | --- | --- | --- | --- | --- | - |
| 8 | d8 чёрный ферзь · f5 белый слон · e4 белый конь · f4 чёрная пешка · f3 чёрный король · h3 белая пешка · c2 чёрная пешка · h2 белый король · c1 белый конь · g1 белый слон | d8 чёрный ферзь · f5 белый слон · e4 белый конь · f4 чёрная пешка · f3 чёрный король · h3 белая пешка · c2 чёрная пешка · h2 белый король · c1 белый конь · g1 белый слон | d8 чёрный ферзь · f5 белый слон · e4 белый конь · f4 чёрная пешка · f3 чёрный король · h3 белая пешка · c2 чёрная пешка · h2 белый король · c1 белый конь · g1 белый слон | d8 чёрный ферзь · f5 белый слон · e4 белый конь · f4 чёрная пешка · f3 чёрный король · h3 белая пешка · c2 чёрная пешка · h2 белый король · c1 белый конь · g1 белый слон | d8 чёрный ферзь · f5 белый слон · e4 белый конь · f4 чёрная пешка · f3 чёрный король · h3 белая пешка · c2 чёрная пешка · h2 белый король · c1 белый конь · g1 белый слон | d8 чёрный ферзь · f5 белый слон · e4 белый конь · f4 чёрная пешка · f3 чёрный король · h3 белая пешка · c2 чёрная пешка · h2 белый король · c1 белый конь · g1 белый слон | d8 чёрный ферзь · f5 белый слон · e4 белый конь · f4 чёрная пешка · f3 чёрный король · h3 белая пешка · c2 чёрная пешка · h2 белый король · c1 белый конь · g1 белый слон | d8 чёрный ферзь · f5 белый слон · e4 белый конь · f4 чёрная пешка · f3 чёрный король · h3 белая пешка · c2 чёрная пешка · h2 белый король · c1 белый конь · g1 белый слон | 8 |
| 7 | d8 чёрный ферзь · f5 белый слон · e4 белый конь · f4 чёрная пешка · f3 чёрный король · h3 белая пешка · c2 чёрная пешка · h2 белый король · c1 белый конь · g1 белый слон | d8 чёрный ферзь · f5 белый слон · e4 белый конь · f4 чёрная пешка · f3 чёрный король · h3 белая пешка · c2 чёрная пешка · h2 белый король · c1 белый конь · g1 белый слон | d8 чёрный ферзь · f5 белый слон · e4 белый конь · f4 чёрная пешка · f3 чёрный король · h3 белая пешка · c2 чёрная пешка · h2 белый король · c1 белый конь · g1 белый слон | d8 чёрный ферзь · f5 белый слон · e4 белый конь · f4 чёрная пешка · f3 чёрный король · h3 белая пешка · c2 чёрная пешка · h2 белый король · c1 белый конь · g1 белый слон | d8 чёрный ферзь · f5 белый слон · e4 белый конь · f4 чёрная пешка · f3 чёрный король · h3 белая пешка · c2 чёрная пешка · h2 белый король · c1 белый конь · g1 белый слон | d8 чёрный ферзь · f5 белый слон · e4 белый конь · f4 чёрная пешка · f3 чёрный король · h3 белая пешка · c2 чёрная пешка · h2 белый король · c1 белый конь · g1 белый слон | d8 чёрный ферзь · f5 белый слон · e4 белый конь · f4 чёрная пешка · f3 чёрный король · h3 белая пешка · c2 чёрная пешка · h2 белый король · c1 белый конь · g1 белый слон | d8 чёрный ферзь · f5 белый слон · e4 белый конь · f4 чёрная пешка · f3 чёрный король · h3 белая пешка · c2 чёрная пешка · h2 белый король · c1 белый конь · g1 белый слон | 7 |
| 6 | d8 чёрный ферзь · f5 белый слон · e4 белый конь · f4 чёрная пешка · f3 чёрный король · h3 белая пешка · c2 чёрная пешка · h2 белый король · c1 белый конь · g1 белый слон | d8 чёрный ферзь · f5 белый слон · e4 белый конь · f4 чёрная пешка · f3 чёрный король · h3 белая пешка · c2 чёрная пешка · h2 белый король · c1 белый конь · g1 белый слон | d8 чёрный ферзь · f5 белый слон · e4 белый конь · f4 чёрная пешка · f3 чёрный король · h3 белая пешка · c2 чёрная пешка · h2 белый король · c1 белый конь · g1 белый слон | d8 чёрный ферзь · f5 белый слон · e4 белый конь · f4 чёрная пешка · f3 чёрный король · h3 белая пешка · c2 чёрная пешка · h2 белый король · c1 белый конь · g1 белый слон | d8 чёрный ферзь · f5 белый слон · e4 белый конь · f4 чёрная пешка · f3 чёрный король · h3 белая пешка · c2 чёрная пешка · h2 белый король · c1 белый конь · g1 белый слон | d8 чёрный ферзь · f5 белый слон · e4 белый конь · f4 чёрная пешка · f3 чёрный король · h3 белая пешка · c2 чёрная пешка · h2 белый король · c1 белый конь · g1 белый слон | d8 чёрный ферзь · f5 белый слон · e4 белый конь · f4 чёрная пешка · f3 чёрный король · h3 белая пешка · c2 чёрная пешка · h2 белый король · c1 белый конь · g1 белый слон | d8 чёрный ферзь · f5 белый слон · e4 белый конь · f4 чёрная пешка · f3 чёрный король · h3 белая пешка · c2 чёрная пешка · h2 белый король · c1 белый конь · g1 белый слон | 6 |
| 5 | d8 чёрный ферзь · f5 белый слон · e4 белый конь · f4 чёрная пешка · f3 чёрный король · h3 белая пешка · c2 чёрная пешка · h2 белый король · c1 белый конь · g1 белый слон | d8 чёрный ферзь · f5 белый слон · e4 белый конь · f4 чёрная пешка · f3 чёрный король · h3 белая пешка · c2 чёрная пешка · h2 белый король · c1 белый конь · g1 белый слон | d8 чёрный ферзь · f5 белый слон · e4 белый конь · f4 чёрная пешка · f3 чёрный король · h3 белая пешка · c2 чёрная пешка · h2 белый король · c1 белый конь · g1 белый слон | d8 чёрный ферзь · f5 белый слон · e4 белый конь · f4 чёрная пешка · f3 чёрный король · h3 белая пешка · c2 чёрная пешка · h2 белый король · c1 белый конь · g1 белый слон | d8 чёрный ферзь · f5 белый слон · e4 белый конь · f4 чёрная пешка · f3 чёрный король · h3 белая пешка · c2 чёрная пешка · h2 белый король · c1 белый конь · g1 белый слон | d8 чёрный ферзь · f5 белый слон · e4 белый конь · f4 чёрная пешка · f3 чёрный король · h3 белая пешка · c2 чёрная пешка · h2 белый король · c1 белый конь · g1 белый слон | d8 чёрный ферзь · f5 белый слон · e4 белый конь · f4 чёрная пешка · f3 чёрный король · h3 белая пешка · c2 чёрная пешка · h2 белый король · c1 белый конь · g1 белый слон | d8 чёрный ферзь · f5 белый слон · e4 белый конь · f4 чёрная пешка · f3 чёрный король · h3 белая пешка · c2 чёрная пешка · h2 белый король · c1 белый конь · g1 белый слон | 5 |
| 4 | d8 чёрный ферзь · f5 белый слон · e4 белый конь · f4 чёрная пешка · f3 чёрный король · h3 белая пешка · c2 чёрная пешка · h2 белый король · c1 белый конь · g1 белый слон | d8 чёрный ферзь · f5 белый слон · e4 белый конь · f4 чёрная пешка · f3 чёрный король · h3 белая пешка · c2 чёрная пешка · h2 белый король · c1 белый конь · g1 белый слон | d8 чёрный ферзь · f5 белый слон · e4 белый конь · f4 чёрная пешка · f3 чёрный король · h3 белая пешка · c2 чёрная пешка · h2 белый король · c1 белый конь · g1 белый слон | d8 чёрный ферзь · f5 белый слон · e4 белый конь · f4 чёрная пешка · f3 чёрный король · h3 белая пешка · c2 чёрная пешка · h2 белый король · c1 белый конь · g1 белый слон | d8 чёрный ферзь · f5 белый слон · e4 белый конь · f4 чёрная пешка · f3 чёрный король · h3 белая пешка · c2 чёрная пешка · h2 белый король · c1 белый конь · g1 белый слон | d8 чёрный ферзь · f5 белый слон · e4 белый конь · f4 чёрная пешка · f3 чёрный король · h3 белая пешка · c2 чёрная пешка · h2 белый король · c1 белый конь · g1 белый слон | d8 чёрный ферзь · f5 белый слон · e4 белый конь · f4 чёрная пешка · f3 чёрный король · h3 белая пешка · c2 чёрная пешка · h2 белый король · c1 белый конь · g1 белый слон | d8 чёрный ферзь · f5 белый слон · e4 белый конь · f4 чёрная пешка · f3 чёрный король · h3 белая пешка · c2 чёрная пешка · h2 белый король · c1 белый конь · g1 белый слон | 4 |
| 3 | d8 чёрный ферзь · f5 белый слон · e4 белый конь · f4 чёрная пешка · f3 чёрный король · h3 белая пешка · c2 чёрная пешка · h2 белый король · c1 белый конь · g1 белый слон | d8 чёрный ферзь · f5 белый слон · e4 белый конь · f4 чёрная пешка · f3 чёрный король · h3 белая пешка · c2 чёрная пешка · h2 белый король · c1 белый конь · g1 белый слон | d8 чёрный ферзь · f5 белый слон · e4 белый конь · f4 чёрная пешка · f3 чёрный король · h3 белая пешка · c2 чёрная пешка · h2 белый король · c1 белый конь · g1 белый слон | d8 чёрный ферзь · f5 белый слон · e4 белый конь · f4 чёрная пешка · f3 чёрный король · h3 белая пешка · c2 чёрная пешка · h2 белый король · c1 белый конь · g1 белый слон | d8 чёрный ферзь · f5 белый слон · e4 белый конь · f4 чёрная пешка · f3 чёрный король · h3 белая пешка · c2 чёрная пешка · h2 белый король · c1 белый конь · g1 белый слон | d8 чёрный ферзь · f5 белый слон · e4 белый конь · f4 чёрная пешка · f3 чёрный король · h3 белая пешка · c2 чёрная пешка · h2 белый король · c1 белый конь · g1 белый слон | d8 чёрный ферзь · f5 белый слон · e4 белый конь · f4 чёрная пешка · f3 чёрный король · h3 белая пешка · c2 чёрная пешка · h2 белый король · c1 белый конь · g1 белый слон | d8 чёрный ферзь · f5 белый слон · e4 белый конь · f4 чёрная пешка · f3 чёрный король · h3 белая пешка · c2 чёрная пешка · h2 белый король · c1 белый конь · g1 белый слон | 3 |
| 2 | d8 чёрный ферзь · f5 белый слон · e4 белый конь · f4 чёрная пешка · f3 чёрный король · h3 белая пешка · c2 чёрная пешка · h2 белый король · c1 белый конь · g1 белый слон | d8 чёрный ферзь · f5 белый слон · e4 белый конь · f4 чёрная пешка · f3 чёрный король · h3 белая пешка · c2 чёрная пешка · h2 белый король · c1 белый конь · g1 белый слон | d8 чёрный ферзь · f5 белый слон · e4 белый конь · f4 чёрная пешка · f3 чёрный король · h3 белая пешка · c2 чёрная пешка · h2 белый король · c1 белый конь · g1 белый слон | d8 чёрный ферзь · f5 белый слон · e4 белый конь · f4 чёрная пешка · f3 чёрный король · h3 белая пешка · c2 чёрная пешка · h2 белый король · c1 белый конь · g1 белый слон | d8 чёрный ферзь · f5 белый слон · e4 белый конь · f4 чёрная пешка · f3 чёрный король · h3 белая пешка · c2 чёрная пешка · h2 белый король · c1 белый конь · g1 белый слон | d8 чёрный ферзь · f5 белый слон · e4 белый конь · f4 чёрная пешка · f3 чёрный король · h3 белая пешка · c2 чёрная пешка · h2 белый король · c1 белый конь · g1 белый слон | d8 чёрный ферзь · f5 белый слон · e4 белый конь · f4 чёрная пешка · f3 чёрный король · h3 белая пешка · c2 чёрная пешка · h2 белый король · c1 белый конь · g1 белый слон | d8 чёрный ферзь · f5 белый слон · e4 белый конь · f4 чёрная пешка · f3 чёрный король · h3 белая пешка · c2 чёрная пешка · h2 белый король · c1 белый конь · g1 белый слон | 2 |
| 1 | d8 чёрный ферзь · f5 белый слон · e4 белый конь · f4 чёрная пешка · f3 чёрный король · h3 белая пешка · c2 чёрная пешка · h2 белый король · c1 белый конь · g1 белый слон | d8 чёрный ферзь · f5 белый слон · e4 белый конь · f4 чёрная пешка · f3 чёрный король · h3 белая пешка · c2 чёрная пешка · h2 белый король · c1 белый конь · g1 белый слон | d8 чёрный ферзь · f5 белый слон · e4 белый конь · f4 чёрная пешка · f3 чёрный король · h3 белая пешка · c2 чёрная пешка · h2 белый король · c1 белый конь · g1 белый слон | d8 чёрный ферзь · f5 белый слон · e4 белый конь · f4 чёрная пешка · f3 чёрный король · h3 белая пешка · c2 чёрная пешка · h2 белый король · c1 белый конь · g1 белый слон | d8 чёрный ферзь · f5 белый слон · e4 белый конь · f4 чёрная пешка · f3 чёрный король · h3 белая пешка · c2 чёрная пешка · h2 белый король · c1 белый конь · g1 белый слон | d8 чёрный ферзь · f5 белый слон · e4 белый конь · f4 чёрная пешка · f3 чёрный король · h3 белая пешка · c2 чёрная пешка · h2 белый король · c1 белый конь · g1 белый слон | d8 чёрный ферзь · f5 белый слон · e4 белый конь · f4 чёрная пешка · f3 чёрный король · h3 белая пешка · c2 чёрная пешка · h2 белый король · c1 белый конь · g1 белый слон | d8 чёрный ферзь · f5 белый слон · e4 белый конь · f4 чёрная пешка · f3 чёрный король · h3 белая пешка · c2 чёрная пешка · h2 белый король · c1 белый конь · g1 белый слон | 1 |
|   | a | b | c | d | e | f | g | h |   |

Чёрный ферзь «привязан» к полям d2 и g5, с которых белый конь может заматовать чёрного короля. Белые выигрывают темп ходом 1. Ch7! Фd5 2. Cg6 Фd8 (2. ... Фа5 3. Cd4!) 3. Cf5! и очерёдность хода передана чёрным: 3. ... Фа5 4. Kg5# или 3. ... Фh4 4. Kd2# 1. Cg6? Фd5 2. Ch7 Ф:е4! 